# Michel Aflaq
Michel Aflaq (àrab: ميشيل عفلق)  (Damasc, 9 de gener de 1910 - 5è districte de París, 23 de juny de 1989) (àrab: ميشيل عفلق, Mīxīl ʿAflaq) va ser un dels principals teòrics del socialisme i nacionalisme àrab i fundador del Partit Baas. De nacionalitat siriana, va néixer a Damasc en 1910 i va morir a París el 23 de juny de 1989.

## Joventut
Procedent d'una família de la petita burgesia damascena de religió ortodoxa grega, Aflaq era fill d'un nacionalista àrab que va lluitar primer contra l'Imperi Otomà i més tard contra la presència francesa a Síria.
En 1928 es traslladà a París i comença a estudiar a La Sorbona, on es va apassionar per les ciències polítiques, i en particular per la història de les idees. A la capital francesa és on Aflaq va pensar en la necessitat d'un projecte nacionalista global que anés més enllà de les reivindicacions d'independència als diferents territoris àrabs ocupats per les potències colonials per apostar per una «reconstrucció profunda de la nació àrab en els àmbits polític, econòmic, social i cultural». A París va conèixer a un altre sirià, Salah Bitar, que compartia les mateixes preocupacions. Junts van fundar la Unió d'Estudiants Àrabs a França. En tornar a Síria tots dos treballaren com a professors al Liceu de Damasc, un impartint classes d'història i l'altre de ciències naturals.

## Ideologia
L'ideari polític nacionalista que compartien era laic (Aflaq era cristià ortodox i Bitar musulmà sunní) i contrari a la ideologia panislámica que domina bona part de l'escena política del moment. Enfront del concepte de umma o comunitat de creients que no fa distincions entre realitats nacionals molt diferents, i que alhora excloïa als membres d'aquestes nacions que, com Aflaq, no eren musulmans, la ideologia nacionalista girava entorn d'un concepte de nació àrab, postulant que existeix d'acord amb una base cultural i lingüística més que religiosa.
Aflaq i Bitar foren contraris també, per tant, als nacionalismes locals als diferents països i territoris àrabs, de l'existència dels quals culpaven a l'imperialisme europeu per perpetuar la divisió de la nació àrab. Precisament Aflaq i Bitar al·legaven que, en acabar la Primera Guerra Mundial amb la destrucció de l'Imperi Otomà, els pobles àrabs alliberats del domini turc no van poder unir-se en un sol Estat per influència de les potències vencedores, que van preferir dividir a la nació àrab creant diversos Estats sense veritables bases nacionals.
Tant Aflaq com Bitar recelaven de les ideologies occidentals, incloent el marxisme, al que condemnaven per concedir un excessiu protagonisme a l'economia i a la lluita de classes, sense considerar les particularitats pròpies de la cultura àrab i la seva evolució històrica. En definitiva, buscaven la formulació d'una doctrina i uns mètodes d'acció adaptats a la realitat àrab, pas indispensable per aconseguir la seva emancipació.

## Creació del socialisme àrab
Aflaq i Bitar s'expressaran al principi sobretot a través de la revista At-Taliya («La Vanguardia»), en la qual escrivien intel·lectuals de diferents tendències però amb el denominador comú de la seva oposició al manteniment dels mandats francesos i britànics a l'Orient Mitjà. El 1936, quan a França guanya les eleccions el Front Popular, els comunistes sirians rebaixen el to de les seves reivindicacions anti colonials, la qual cosa provoca que els nacionalistes trenquin amb ells i emprenguin una marxa en solitari que es concretarà en 1939 amb la fundació del Cercle del Renaixement Àrab. En aquest moment es va unir a Aflaq i Bitar un altre important personatge nacionalista, Zaki al-Arzuzi, alauita d'Alexandreta i principal figura del Cercle de l'Arabisme.
El nacionalisme àrab a Síria fou esperonat en aquests anys per una serie d'esdeveniments que semblaven crear les condicions necessàries per a la seva expansió: la derrota de la potència colonial, França, a mans d'Alemanya, el 1940, les lluites de la població àrab de Palestina contra els jueus i Gran Bretanya, i la rebel·lió anti-britànica de Rashid Ali a l'Iraq el 1941, que si bé va ser ràpidament derrotada, va suscitar importants mobilitzacions a Síria, que va seguir no obstant això sota control francès dirigida ara pel règim de Vichy.
El moviment nacionalista no es va atirar encara que a finals de 1941 les tropes de la França Lliure van prendre el control del Líban i de Síria amb suport militar britànic. Més aviat, Aflaq aprofita la conjuntura per pressionar a la França Lliure a reconèixer la independència de Síria, la qual cosa s'aconseguí el 1943. En els anys de la Segona Guerra Mundial els nacionalistes d'Aflaq canalitzen el descontentament que suscita en l'opinió pública àrab el suport del president nord-americà Franklin D. Roosevelt a les pretensions sionistes sobre Palestina i als reclams dels colons jueus per fundar un estat propi allí. També es beneficiarà del recel que provoca en els seus inicis la Lliga Àrab, que era vista per alguns sectors com un instrument del colonialisme britànic a la regió.
El moviment nacionalista fou prohibit pel Govern sirià el 1945, però fou legalitzat novament un any després a causa de la pressió popular. És llavors quan publica el primer número d'un periòdic que li donarà nom: Al-Ba`th, «El Renaixement», que reivindica «la unitat àrab, la llibertat i el socialisme» (3 de juliol de 1946).
D'aquesta manera es va crear el gran partit nacionalista àrab, al que Aflaq s'havia dedicat a temps complet des de 1943. Com el periòdic, l'organització es diu Hizb al-Ba`th o Partit del Renaixement (conegut habitualment en occident com Baath o Baas), i es fundarà oficialment (encara que existia de fet abans) en un Congrés celebrat entre el 4 i el 7 d'abril de 1947 en el gran saló del Cafè Rashid de Damasc, davant 200 delegats sirians i un gran nombre d'observadors procedents de Palestina, Líban, l'Iraq i Transjordània.

## Líder polític a Síria
Aflaq va ser triat llavors secretari general del Partit Baas, càrrec que va exercir fins a la seva mort. La ideologia del Baas serà el socialisme àrab, adoptant en part la ideologia del socialisme però conservant les estructures culturals pròpies dels pobles àrabs, rebutjant el predomini de les potencies capitalistes però negant-se a copiar els models del marxisme-leninisme europeu.
El 1949 Aflaq va ser per un breu període ministre d'Educació de Síria, però el 1952 va abandonar Síria per discrepàncies amb el règim polític, per tornar dos anys després. El 1958 va jugar un important paper en la creació de la República Àrab Unida, resultat de la unió de Síria amb l'Egipte de Gamal Abdel Nasser, règim que precisament havia adoptat el socialisme àrab com a ideologia oficial, encara que el nou estat va marginar al Baas del poder polític a Síria.
Després del fracàs de la República Àrab Unida i la seva dissolució el 1961, Aflaq va tenir grans diferències amb la facció del Baas que havia pres el poder a Síria, malgrat ser l'ideòleg oficial del partit governant. Per evitar persecucions, el 1963 Aflaq va haver d'abandonar el país, al que no tornaria, exiliant-se en el veí l'Iraq, on governava la branca iraquiana del Baas.

## Exili i últims anys
La presència de Aflaq seria utilitzada pels líders iraquians per afirmar que el seu Baas era el veritable, i que la branca siriana del partit era una desviació. Aflaq va ser nomenat dirigent del partit Baas a l'Iraq, però la veritat és que va ser un personatge decoratiu les crítiques del qual al règim van ser poc menys que ignorades, així com els seus al·legats en favor de les llibertats i de la justícia social. El règim d'Ahmed Hassan al-Bakr, líder del Baas iraquià, va donar a Aflaq honors acadèmics però es va negar a atorgar-li posicions polítiques amb poder efectiu. Aquesta política va ser seguida pel successor d'al-Bakr el 1979 (i ja abans home fort) Saddam Hussein, qui va augmentar l'aïllament polític d'Aflaq per conservar-lo només com a imatge de propaganda ideològica.
Aflaq va morir el 23 de juny de 1989 en un hospital militar de París (França), on havia anat per rebre tractament mèdic. El seu cos va ser enterrat a Bagdad, en un mausoleu dissenyat per Chadagee, rebent suntuosos funerals d'Estat, àmpliament coberts per la premsa iraquià.
El govern de Saddam Husein va afirmar que Aflaq s'havia convertit a l'Islam abans de morir, però que s'havia evitat donar publicitat a aquest fet per evitar interpretacions polítiques; no obstant això, la família i entorn de Aflaq va dubtar d'aquesta versió al·legant que per contra, Aflaq era un decidit partidari del laïcisme i refusava barrejar les seves idees socialistes amb cap fe religiosa, qualsevol que fos.

## Llegat
Els especialistes i seguidors de la trajectòria de Aflaq, no obstant això, jutgen altament improbable la seva "conversió a l'Islam abans de morir", ja que Aflaq era un fervent cristià, encara que partidari del laïcisme en l'àmbit polític. Es creu que el rumor de la conversió va néixer perquè el règim de Saddam tractava de mostrar-se com a "defensor de l'Islam" en la dècada de 1980 per rivalitzar amb Iran i a més legitimar-se davant les masses iraquianes i la resta del món àrab, donat que aquesta utilització de la religió amb finalitats de propaganda política era justament contrària als postulats originals del Baath.
Un rumor no confirmat afirma que les tropes nord-americanes que ocuparen l'Iraq des de 2003 havien arrasat el mausoleu de Aflaq i fet desaparèixer el cos. Els comandaments de les forces ocupants van expressar en el seu moment la seva intenció de destruir la tomba com a part d'un procés per esborrar els vestigis del baasisme a l'Iraq, en tant aquesta ideologia estava associada al règim de Saddam Hussein. No obstant això, tal intenció no es va portar a la pràctica doncs va suscitar enceses protestes en amplis sectors de l'opinió pública de l'Orient Mitjà, ja que Michel Aflaq és un personatge que gaudia de popularitat com a ideòleg del nacionalisme àrab més que com a simple líder del baasisme iraquià.